# Carlo Vischia
Carlo Vischia (Modica, 12 febbraio 1894 – 5 giugno 1970) è stato un politico italiano.

## Biografia
Lascia la città natale e si trasferisce giovanissimo per gli studi a Perugia, dove si laurea in giurisprudenza e si abilita come avvocato. Partecipa alla prima guerra mondiale con il grado di maggiore di fanteria e viene decorato con medaglia di bronzo e croce di guerra.
Ben presto inizia ad interessarsi di politica ed aderisce dapprima al Partito Popolare divenendone vicesegretario provinciale. Dal 1943 diviene tra i membri più attivi del Comitato antifascista, tanto che nell’ottobre dello stesso anno è arrestato, tenuto in carcere per oltre tre mesi e, tornato in libertà, partecipa alla lotta clandestina. In seguito alla liberazione di Perugia riceve l’incarico di presiedere la Deputazione provinciale (poi Provincia di Perugia), divenendone primo Presidente della Provincia di Perugia, dal 1944 al 1948.
Membro del consiglio nazionale forense, del comitato provinciale dell’ACLI e del consiglio nazionale del partito della Democrazia Cristiana, il collegio di Città di Castello lo elegge prima senatore nella I legislatura ed in seguito deputato per la II Legislatura, ove svolge il ruolo di Sottosegretario di Stato per la pubblica istruzione dal 31 gennaio 1950 al 25 luglio 1951 e dal 27 luglio 1951 al 15 luglio 1953 e membro della II Commissione permanente (Giustizia e autorizzazioni a procedere) dal 16 giugno 1948 al 24 giugno 1953.
Dal 1953 al 1969 è magnifico rettore dell’Università per Stranieri di Perugia, ed in contemporanea è nominato Grande Ufficiale dell'Ordine al merito della Repubblica italiana.